# 백영권
백영권(白濙權)은 일제강점기와 대한민국 건국 초기의 경찰이다.

## 생애
출신지는 경상남도 남해군이다. 1905년 6월9일생1949년을 기준으로 44세로 기록되어 있어 한일 병합 조약 체결 수 년 전에 태어났다.
일본 도쿄의 메이지 대학을 졸업하고 경성부 종로경찰서에서 고등경찰로 근무하였다. 일제 강점기 동안 종로경찰서장과 조선영화주식회사 중역을 지냈고, 체신국 방송감독관을 역임했다.
홍찬이 설립한 성봉영화원을 조선영화주식회사에 흡수, 통합하는 등 전쟁 시국을 맞은 조선 영화계의 구조 조정에 한 몫을 했다. 성봉영화원 측의 김한은 "최남주군의 앞잡이였던 백영권의 등장으로" 성봉영화원이 해체되었다고 밝힌 바 있다.
태평양 전쟁 종전 후에도 여운형의 건국준비위원회 정보부장을 맡으며 계속 경찰계에 남아 있었다. 미군정 수사국 수사관을 지냈고, 1947년에 철도경찰청장에 올랐다. 철도경찰청장으로 재임하다가 1948년에 관급품 부정처분 등 금품 관련 독직 비리를 저지른 것이 드러나 관직에서 물러났다.
2008년 발표된 민족문제연구소의 친일인명사전 수록예정자 명단 중 경찰 부문에 선정되었다.

## 참고자료
- 백영권(白濙權) - 국사편찬위원회